# Brunnenanlage Trinkender Jüngling

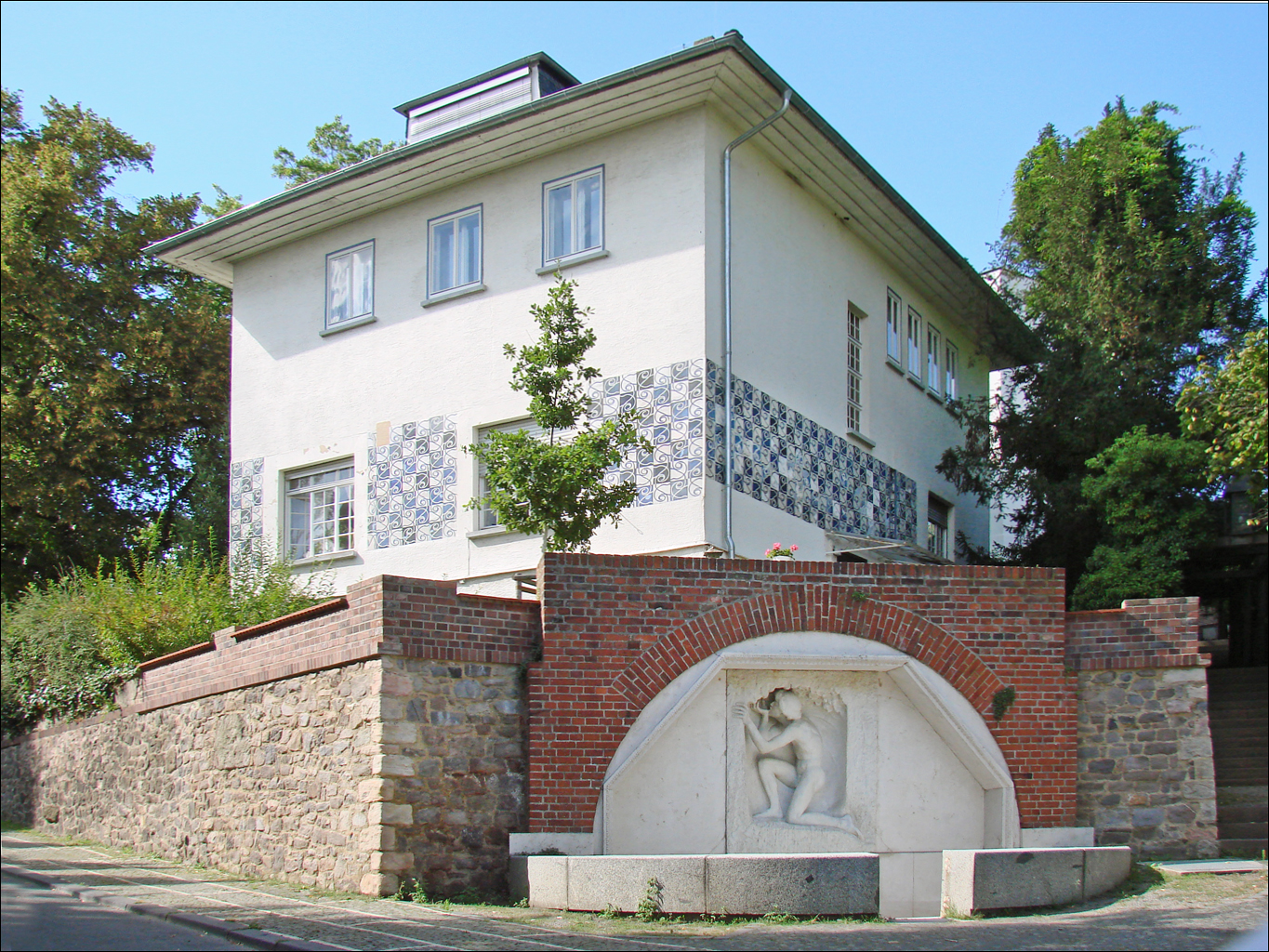
„Haus Olbrich“ mit Brunnenanlage „Trinkender Jüngling“ (2012)

Die Brunnenanlage Trinkender Jüngling ist ein Brunnen in Darmstadt.

## Geschichte und Beschreibung
Die Brunnenanlage „Trinkender Jüngling“ wurde vom Architekten Joseph Maria Olbrich entworfen. Der Wandbrunnen in prominenter Lage am Südhang der Mathildenhöhe wurde im Jahr 1901 fertiggestellt.
Hinter einem niedrig eingefassten, halbrunden Becken befindet sich die aufsteigende Klinkermauer der Einfriedung. In die Klinkermauer eingelassen wurde die lyrische Figur des „Trinkenden Jünglings“ –
ein teilplastischer kniender Akt im Prinzensitz in Carrara-Marmor vom Bildhauer Ludwig Habich.

## Denkmalschutz
Aus baukünstlerischen und stadtgeschichtlichen Gründen ist die Brunnenanlage ein Kulturdenkmal.